# Jožef Sraka
Jožef Sraka, z umetniškim imenom Joseph Sraka, slovenski model in modni oblikovalec, * 19. maj 1991, Murska Sobota.
Jožef Sraka, znan kot Mr. Joseph, živi in dela v Londonu. Kot model je nastopil tudi na Montenegro Fashion Weeku in posnel vrsto reklam. Lahko smo ga videli tudi na RTV Slovenija v vlogi sovoditelja z Nino Osenar. Zadnja leta se posveča oblikovanju pod blagovno znamko MK exclusive, pod katero vsako leto izda kolekcijo moških metuljčkov Mr. Joseph - Bow Tie. Skupaj z oblikovalcem Marjanom Krnjićem je o svojem prihodu v London leta 2016 posnel tudi YouTube oddajo London Overdose. Ves čas je aktivno prisoten v modni industiji. V letu 2019 spozna britansko manekenko Naomi Campbell  in mu služi kot inspiracija za njegovo prvo otroško pravljico "Fashionable Ann", ki jo napiše in izda skupaj s Krnjičem. Pravljico izdata pod založbo Stella tudi v slovenščini kot "Modna Ana". Leta 2019 se tudi prične ukvarjati s glasbo kar naznani z objavo svojega prvega singla Skyscraper za katerega pravice odkupi od pevke Demi Lovato.

## Glasba

### 2019
- Skyscraper - Kot svojo prvo pesem posname pesem Skyscraper, ki jo v originalu izvaja pevka Demi Lovato. Ker zanjo pridobi pravice originalnih avtorjev jo izda tudi samostojno kot svoj prvi singl.[8][9] V Londonu zanj posname videospot,[10] ki ga režira večkrat nagrajen doc. Zlatjan Čučkov.[11][12][13] (COBISS)